# Marcos Vinícius
Marcos Vinícius Borges Pancini, também conhecido como Marcos Vina ou somente Marcos Vinícius (São José dos Pinhais, 5 de dezembro de 1979) é um lutador brasileiro de MMA. Atualmente compete no peso pena. Vina foi participante do The Ultimate Fighter: Brasil

## Carreira no MMA

### The Ultimate Fighter
Em março de 2012 foi anunciado que Vina disputaria uma vaga na casa. Ele venceu Pedro Nobre por TKO no primeiro round e garantiu a vaga na casa do TUF.
Vina foi a quinta escolha de Wanderlei Silva para o Time Wanderlei. Em sua primeira luta, Marcos lutou contra o membro do Time Vitor, Hugo Wolverine, Vina perdeu por decisão unânime após dois rounds.
Após o Time Vitor ganhar 7 das 8 lutas, Dana White ordenou que Vitor mandasse quatro lutadores classificados para o Time Wanderlei, e o Wanderlei mandou mais quatro, entre eles Vina.
Na semifinal, Godofredo Pepey era esperado para enfrentar Rodrigo Damm, porém Damm não pode lutar devido uma lesão, e para seu lugar foi colocado Vina. Vina perdeu no segundo round por finalização.

### Ultimate Fighting Championship
Marcos Vinícius fez sua estréia no UFC 147 contra seu ex-companheiro de TUF, Wagner Galeto. Vina venceu por nocaute técnico no terceiro round e venceu o bônus de Nocaute da Noite.
Vina lutou contra Johnny Bedford em 15 de dezembro de 2012 no The Ultimate Fighter 16 Finale, porém Vina foi nocauteado por Bredford.
Era esperado pra enfrentar Iuri Alcântara em 18 de maio de 2013 no UFC on FX: Belfort vs. Rockhold, porém ele se machucou.
Vina fez sua estréia no Peso Mosca contra o russo Ali Bagautinov em 4 de setembro de 2013 no UFC Fight Night: Teixeira vs. Bader e perdeu por nocaute técnico. Após a derrota, Vina foi demitido do UFC.

### Pós UFC
Dias após ser demitido do UFC, assinou com o evento asiático Rebel FC e estreou contra o japonês Taiyo Nakahara em 21 de dezembro de 2013, retornando a categoria dos Galos. Ele foi derrotado por nocaute no primeiro round.

## Cartel no MMA
| Cartel no MMA   |             |            |
| 33 lutas        | 23 vitórias | 9 derrotas |
| Por nocaute     | 9           | 6          |
| Por finalização | 14          | 0          |
| Por decisão     | 0           | 3          |
| Empates         | 1           | 1          |

| Res.    | Cartel | Oponente                          | Método                         | Evento                              | Data       | Round | Tempo | Local                        | Notas               |
| ------- | ------ | --------------------------------- | ------------------------------ | ----------------------------------- | ---------- | ----- | ----- | ---------------------------- | ------------------- |
| Derrota | 23-9-1 | Sidney Lessa                      | Decisão (unânime)              | Frontline Fight Series              | 19/09/2015 | 3     | 5:00  | São José dos Pinhais         |                     |
| Vitória | 23-8-1 | Eneas Gonçalves                   | TKO (socos)                    | Imortal FC 1                        | 13/06/2015 | 1     | 0:51  | São José dos Pinhais         |                     |
| Vitória | 22-8-1 | Luiz Antonio                      | Finalização                    | Curitiba Top Fight 9                | 01/03/2015 | 2     | 4:32  | Curitiba                     |                     |
| Vitória | 21-8-1 | Jorge Yahari                      | TKO (socos)                    | Striker's House Cup 42              | 27/09/2014 | 2     | 0:52  | Cascavel, Paraná             |                     |
| Derrota | 20-8-1 | Jae Hoon Moon                     | KO (chute no corpo)            | Road FC 18                          | 30/08/2014 | 1     | 2:30  | Seoul                        |                     |
| Derrota | 20-7-1 | Anderson Berlingeri dos Santos    | KO (soco)                      | Talent MMA Circuit 6: Curitiba      | 22/02/2014 | 1     | 3:43  | Curitiba, Paraná             |                     |
| Derrota | 20-6-1 | Taiyo Nakahara                    | KO (socos)                     | Rebel FC 1: Into The Lion's Den     | 21/12/2013 | 1     | 3:21  | Kallang                      |                     |
| Derrota | 20-5-1 | Ali Bagautinov                    | TKO (socos)                    | UFC Fight Night: Teixeira vs. Bader | 04/09/2013 | 3     | 3:28  | Belo Horizonte, Minas Gerais | Estréia nos Moscas. |
| Derrota | 20–4–1 | Johnny Bedford                    | KO (Socos)                     | The Ultimate Fighter 16 Finale      | 15/12/2012 | 2     | 1:00  | Las Vegas, Nevada            | Estréia nos Galos.  |
| Vitória | 20–3–1 | Wagner Campos                     | TKO (joelhadas e socos)        | UFC 147                             | 23/06/2012 | 3     | 1:04  | Belo Horizonte               | Nocaute da Noite    |
| Vitória | 19–3–1 | Francisco Cylderlan Lima da Silva | TKO (socos)                    | WFE 10                              | 16/09/2011 | 2     | 2:04  | Salvador, Bahia              |                     |
| Vitória | 18–3–1 | Rafael Mello                      | TKO (socos)                    | Brazilian Fight League 12           | 13/08/2011 | 3     | 0:58  | Curitiba                     |                     |
| Vitória | 17–3–1 | Jose Borrome                      | Finalização (triângulo)        | Octagono Espartano 3                | 15/12/2010 | 2     | 2:55  | Pampatar                     |                     |
| Derrota | 16–3–1 | Fernando Duarte Guerra            | Decisão (unânime)              | Brave FC: Challenge                 | 26/09/2010 | 3     | 5:00  | Curitiba                     |                     |
| Vitória | 16–2–1 | Diego Santos                      | Finalização (mata leão)        | Power Fight Extreme 3               | 07/08/2010 | 1     | 2:12  | Curitiba                     |                     |
| Vitória | 15–2–1 | Rafael Fagundes Machado           | Finalização (mata leão)        | Samurai FC 3                        | 25/04/2010 | 1     | 2:34  | Curitiba                     |                     |
| Vitória | 14–2–1 | Andre Luis                        | TKO (socos)                    | Samurai FC 3                        | 25/04/2010 | 1     | 3:40  | Curitiba                     |                     |
| Vitória | 13–2–1 | Andre Luis                        | Finalização (guilhotina)       | Power Fight Extreme 2               | 13/03/2010 | 1     | 2:23  | Curitiba                     |                     |
| Vitória | 12–2–1 | Rafael Fagundes Machado           | Finalização (chave de braço)   | Brazilian Fight League 5            | 19/12/2009 | 1     | N/A   | Curitiba                     |                     |
| Vitória | 11–2–1 | Edmilson Souza                    | Finalização (mata leão)        | Samurai FC 2                        | 12/12/2009 | 1     | 1:26  | Curitiba                     |                     |
| Empate  | 10–2–1 | Rogelson Henrique Silveira        | Empate                         | Torneio Estimulo                    | 20/11/2009 | 3     | 5:00  | Curitiba                     |                     |
| Derrota | 10–2   | Erick Carlos Silva                | Decisão (unânime)              | Brazilian Fight League 4            | 07/11/2009 | 3     | 5:00  | Curitiba                     |                     |
| Vitória | 10–1   | Diego Marlon                      | Finalização (mata leão)        | Brazilian Fight League 3            | 26/09/2009 | 1     | 3:10  | São José dos Pinhais         |                     |
| Vitória | 9–1    | Laerte Laio                       | Finalização (chave de braço)   | Samurai FC                          | 12/09/2009 | 1     | 1:44  | Curitiba                     |                     |
| Vitória | 8–1    | Diego Bataglia                    | TKO (socos)                    | Torneio Estimulo: First Round       | 07/06/2009 | 1     | 2:54  | São Paulo                    |                     |
| Vitória | 7–1    | Kamikase Kamikase                 | TKO (interrupção do córner)    | Brazilian Fight League 1            | 17/05/2009 | 1     | 5:00  | Curitiba                     |                     |
| Derrota | 6–1    | Wagner Gavea                      | KO (slam)                      | Brave FC 1                          | 06/12/2008 | 1     | 2:25  | Curitiba                     |                     |
| Vitória | 6–0    | Diego Mercurio                    | Finalização (triângulo)        | Fight Planet 2                      | 18/11/2008 | 1     | 1:48  | São Mateus do Sul            |                     |
| Vitória | 5–0    | Jose Carlos Soares                | Finalização (chave de braço)   | Champions Fight Grand Prix          | 16/08/2008 | 1     | N/A   | Curitiba                     |                     |
| Vitória | 4–0    | Marcos Oliveira                   | Finalização                    | Champions Fight Grand Prix          | 16/08/2008 | 2     | N/A   | Curitiba                     |                     |
| Vitória | 3–0    | Alexandre Jacare                  | Finalização (chave de braço)   | Champions Fight Grand Prix          | 16/08/2008 | 2     | N/A   | Curitiba                     |                     |
| Vitória | 2–0    | Alexandre Jacare                  | Finalização (rear naked choke) | Curitiba Top Fight 6                | 19/07/2008 | 1     | N/A   | Curitiba                     |                     |
| Vitória | 1–0    | Orestes Betran                    | TKO (socos)                    | Champions Fight                     | 14/06/2008 | 1     | N/A   | Curitiba                     |                     |